# Янгієр (футбольний клуб)
Футбольний Клуб «Янгієр» (Янгієр) або просто «Янгієр» (узб. «Янгиер» футбол клуби) — професіональний узбецький футбольний клуб з міста Янгієр, в розташованого в Сирдар'їнській області.

## Колишні назви
- 1966 — 1968: Цілинник (Янгієр)
- 1968 — 1976: ФК «Янгієр»
- 1976: Меліоратор (Янгієр)
- 1977 — 1994: ФК «Янгієр»
- 1995: Динамо (Янгієр)
- 1996 — 1999: ФК «Янгієр»
- 2011 —…: ФК «Янгієр»

## Історія
Футбольний клуб «Цілинник» був заснований в Янгієрі в 1966 році і представляв місцевий Комбінат будівельних матеріалів і конструкцій. У 1967 році команда дебютувала в класі B середньо-азійської зони чемпіонату СРСР. У червні 1968 року клуб змінив назву на ФК «Янгієр».
У 1970 році після чергової реорганізації ліг СРСР, клуб потрапив до Класу B середньо-азійської зони, де посів друге місце, а також у 5 зони Другої нижчої ліги Чемпіонату СРСР, в якій виступав до 1989 року. З липня по грудень 1976 року клуб виступав під назвою «Меліоратор» Янгієр,  проте згодом повернула собі попередню назву.
У сезоні 1990—1991 років грав у зоні 9 Другої нижчої ліги Чемпіонату СРСР.
У 1967 році, а також у 1976—1978  команда брала участь у розіграші Кубку СРСР.
У 1992 році клуб дебютував у Вищій лізі Узбекистану, в якій виступав до 2000 року, за винятком 1998 року, коли він вилетів до Першої ліги. У 1995 році команда виступала під назвою Динамо (Янгієр).
На початку 2000 рокуклуб об'єднався з ФК «Гулистан» і призупинив свої виступи в національних турнірах.
У 2011 році клуб був відроджений під назвою ФК «Янгієр» і команда взяла участь в Кубку Узбекистану та в Першій лізі.

## Досягнення
- Друга ліга Чемпіонату СРСР з футболу
  - вихід у фінальну частину: 1977

- Кубок СРСР
  - 1/16 фіналу: 1976, 1977.

- Чемпіонат Узбекистану
  - 10-те місце: 1995.

- Кубок Узбекистану:
  -  Фіналіст (1): 1994

- Перша ліга Узбекистану
  -  Чемпіон (1): 1998

## Виступи на континентальних турнірах
| Сезон   | Турнір                                | Раунд | Клуб            | Результат |
| ------- | ------------------------------------- | ----- | --------------- | --------- |
| 1995/96 | Кубок володарів кубків Азії з футболу | 1     | Туран (Дашогуз) | 3-0, 1-1  |
| 1995/96 | Кубок володарів кубків Азії з футболу | 2     | Аль-Талаба      | 2-1, 0-2  |

## Відомі гравці
- Берадор Абдураїмов
- Руслан Аблаєв
- Рузикул Бердиєв
- Михайло Букін
- Станіслав Дубровін
- Наїль Закеров
- Микола Куликов
- Євген Манкос
- Фаїль Міргалімов
- Олексій Овчинніков
- Олег Сергеєв
- Ільхам Суюнов
- Алішер Туйчиєв
- Ігор Шквирін
- / Володимир Родіонов

## Відомі тренери
- 1966—1968:  Вадим Сапожников
- 1969:  В'ячеслав Кольцов
- 1969:  Станіслав Семенов
- 1970:  Яків Капров
- 1971—1972:  Ідгай Таджетдінов
- 1973:  Іван Кочетков
- 1974:  Валерій Любушин
- 1975—1976:  Віталій Виткалов
- 1977:  Геннадій Красницький

…
- 1979:  Валерій Любушин
- 1980:  Геннадій Неделькин
- 1980:  Віталій Іванов

…
- 1983—1991:  Віталій Цюбин
- 1985:  Олександр Іванков
- 1987: Валерій Любушин
- 1989—1990:  Бахрам Давлятов
- 1991—1992:  Володимир Павленко
- 1993–07.1993:  Карім Мумінов
- 07.1993–1993:  Володимир Павленко
- 1995–08.1997:  Віталій Іванов
- 1999:  Бахрам Давлятов
- 2011:  Бахрам Давлятов
- 2012—2013:  Хайрулла Абдієв